# Rossijskaja Kinologitjeskaja Federatsija
Rossijskaja Kinologitjeskaja Federatsija (RKF, Российская кинологическая федерация) är Rysslands nationella kennelklubb som är en av medlemsorganisationerna i den internationella kennelfederationen Fédération Cynologique Internationale (FCI). Den är de ryska hundägarnas intresse- och riksorganisation och för nationell stambok över hundraser.